# متلازمة شار
متلازمة شار هي مرض خلقي سائد وراثي ناتج عن طفرات في جين TFAP2B الذي يؤثر على نمو عظام الوجه وكذلك القلب والأطراف. 
أثناء نمو الجنين ، ينظم TFAP2B إنتاج البروتين AP-2β ، وهو عامل نسخ نشط في القمة العصبية ويساعد على تنظيم الجينات التي تتحكم في انقسام الخلايا وموت الخلايا المبرمج.
هناك ما لا يقل عن 10 طفرات لهذا الجين تم تحديدها في الأشخاص الذين يعانون من متلازمة شار ،والتي تغير مناطق معينة من الجين مما يمنع إنتاج عامل النسخ ويعطل التطور الطبيعي لهياكل الأجنة. 
يُظهر الأشخاص المصابون بهذه الحالة مظهرًا مميزًا للغاية للوجه مع عظام الخد المسطحة ، والأنف المسطح والواسع، والمسافة القصيرة بين الأنف والشفة العليا، والفم على شكل مثلث. 
كما أنه يتميز بالقناة الشريانية المفتوحة، وهو الفشل في إغلاق القناة التي تربط الشريان الأورطي والشريان الرئوي خلال فترة ما قبل الولادة وقد يسبب العديد من الأعراض بما في ذلك مشاكل التنفس وفشل القلب. 
وقد تم الإبلاغ أيضًا عن تشوهات في نمو اليد والأصابع لدى الأشخاص الذين يعانون من هذه الحالة، بما في ذلك الإصبع الخامس القصير أو الغائب.تشمل النتائج غير الطبيعية الأخرى الحلمات الزائدة.
غالبًا ما تؤثر هذه الحالات على العديد من أفراد الأسرة ولا توجد تقارير عن عوامل غير وراثية قد تكون مرتبطة بحدوث هذه المتلازمة.
تم وصفه لأول مرة من قبل فلورنس شار في عام 1978.